# Hirtomurex taranui
Hirtomurex taranui is een slakkensoort uit de familie van de Muricidae. De wetenschappelijke naam van de soort is voor het eerst geldig gepubliceerd in 2009 door B.A. Marshall & Oliverio.